# Giuseppe Florio
Giuseppe Florio (Napoli, 1818 – Napoli, 1880) è stato un poeta italiano.

## Biografia
Poeta napoletano, Giuseppe Florio (1818–1880) fu discepolo presso la "Scuola di lingua italiana" del marchese napoletano Basilio Puoti, che ebbe come allievi illustri letterati tra i quali Luigi Settembrini e Francesco De Sanctis. Dal 1866 in poi fu impiegato presso l'Archivio di Stato di Napoli. Educato ai classici italiani anteriori al XVI secolo, Florio concepì la sua poesia attenendosi strettamente ai canoni del purismo linguistico e rifiutando la maggior parte dei modelli romantici imperanti. Dal 1841 in poi alcune sue poesie furono pubblicate nelle riviste napoletane L'Iride, strenna pel capo d'anno e pe' giorni onomastici e Museo di scienze e letteratura.